# Waldhund

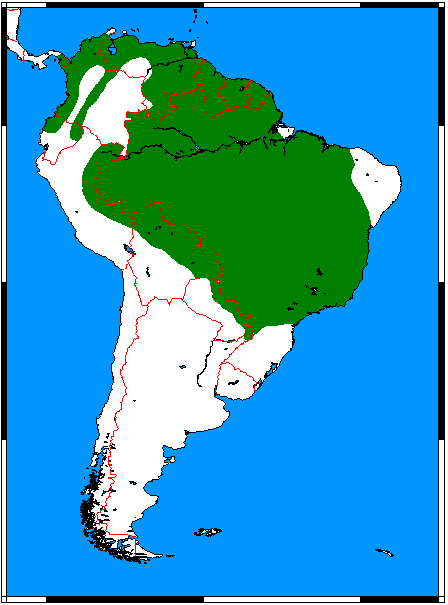
Verbreitungsgebiet des Waldhunds

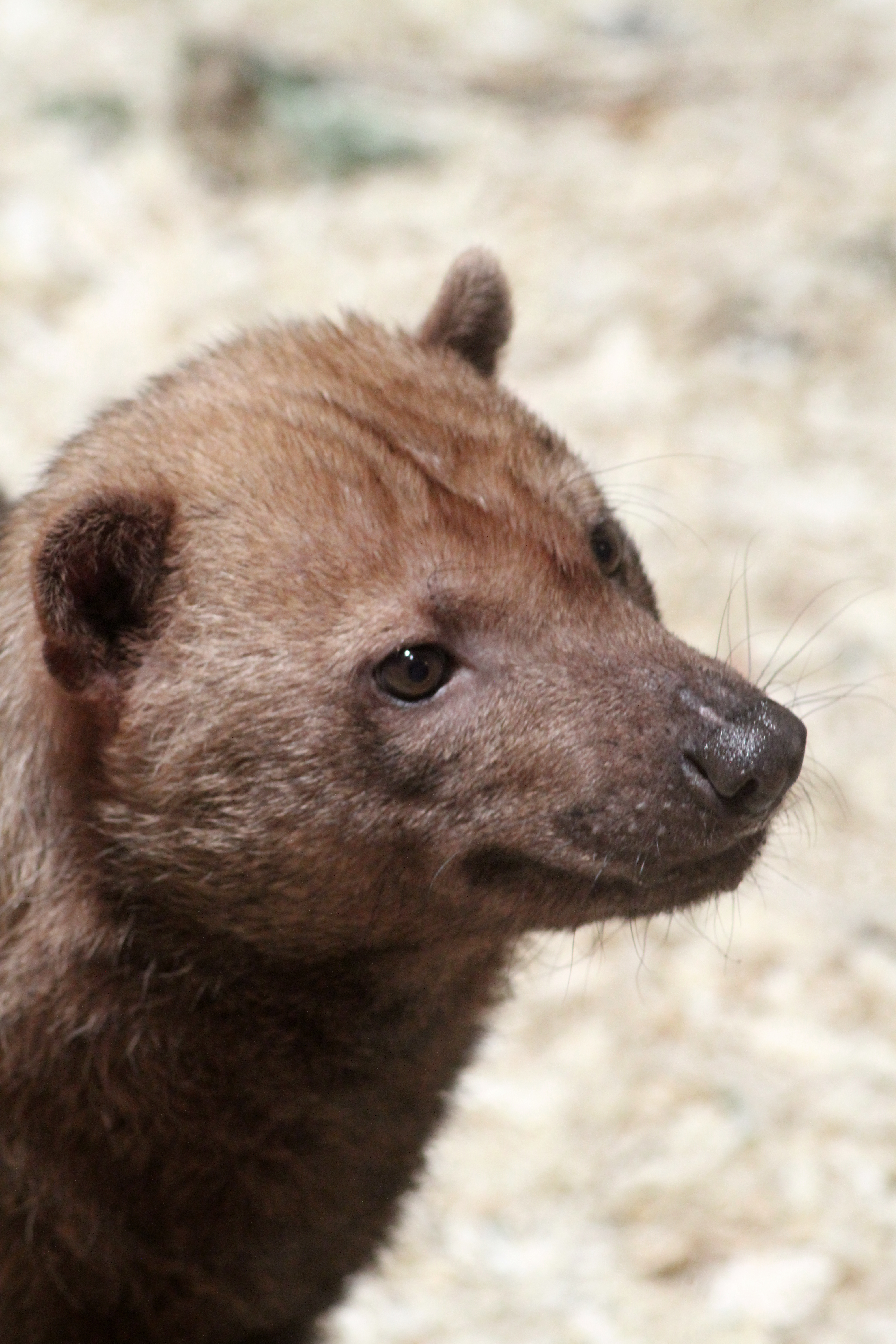
Kopf eines Waldhundes

Der Waldhund (Speothos venaticus) ist ein südamerikanischer Wildhund mit gedrungenem Körper und kurzen Beinen. 

## Aussehen
Der Waldhund ist ein kleiner Wildhund mit einer Kopf-Rumpf-Länge von 73 bis 74 cm und einem Gewicht von 4 bis 7 kg. Er hat einen länglichen Körper wie ein Fuchs, einen an einen Marder erinnernden Kopf, kleine, runde Ohren, breite Pfoten und einen kurzen Schwanz (10 bis 15 cm). Die Füße haben Schwimmhäute, die das Laufen auf sumpfigem Grund erleichtern. Das Fell ist je nach Unterart hell- bis dunkelbraun gefärbt. Am hellsten sind die Fellpartien am Hals und an den Ohren, am dunkelsten an den Beinen. Junge Waldhunde sind einfarbig schwarz.

## Verbreitung
Das Verbreitungsgebiet umfasst die Nordhälfte Südamerikas östlich der Anden. Es reicht von Panama über Kolumbien, Venezuela und Brasilien bis nach Paraguay. Waldhunde sind im größten Teil ihres Verbreitungsgebiets sehr selten; nur in Surinam sollen sie häufig vorkommen. Der Lebensraum sind Savannen, Waldränder und Galeriewälder. Waldhunde sind an das Wasser gebunden und kommen stets in der Nähe von Flüssen und Seen vor.

## Verhalten
Ein Waldhunderudel besteht aus bis zu zehn Tieren, die von einem Alpha-Paar angeführt werden. Diese Rudel jagen gemeinsam. Dabei wird ein Beutetier oft von einigen Mitgliedern des Rudels in die Richtung von anderen getrieben. Häufig ist auch ein Fluss das Ziel der Jagd, wo die Waldhunde als gute Taucher und Schwimmer ihren Beutetieren oft überlegen sind.
Waldhunde haben eine Tragzeit von 65 bis 83 Tagen, nach der drei bis sechs Welpen geboren werden. Ausnahmsweise kann ein Wurf bis zu zehn Welpen umfassen. Die Lebensdauer beträgt in Gefangenschaft bis zu zehn Jahre.
Waldhunde sind tag- und dämmerungsaktiv und übernachten in Bauen, die von Gürteltieren oder Ameisenbären angelegt wurden. Wenn diese nicht zur Verfügung stehen, ruhen sie auch unter Baumstämmen und Felsen.
Die häufigsten Beutetiere sind Agutis, Pakas und Capybaras. In Rudeln machen sie gelegentlich sogar Jagd auf ausgewachsene Tapire. Daneben wurden als Beutetiere Gürteltiere, Pekaris, Spießhirsche, Nasenbären, Opossums, Tapetis, Nandus, Steißhühner und eine Vielzahl kleiner Nagetiere festgestellt. Neben dem Menschen sind der Jaguar und der Puma natürliche Feinde des Waldhundes.

## Systematik
Man unterscheidet drei Unterarten:
- Speothos venaticus panamensis: in Panama sowie im Norden Kolumbiens und Venezuelas
- Speothos venaticus venaticus: die am weitesten verbreitete Unterart lebt in Zentral-Brasilien und in den angrenzenden Regionen Kolumbiens, Venezuelas, Perus, Boliviens und Paraguays und auch in Guyana, Surinam und Französisch-Guayana
- Speothos venaticus wingei: in den südbrasilianischen Bundesstaaten Paraná, Santa Catarina und Rio Grande do Sul, auch im Osten Paraguays und in Misiones.

Die Unterart panamensis ist kleiner als die beiden anderen. Die Unterart venaticus ist dunkler gefärbt als die beiden anderen.
Frühe Systematiker sahen wegen Übereinstimmungen im Gebiss eine Verwandtschaft des Waldhundes mit dem Rothund und dem Afrikanischen Wildhund und vereinten alle in einer Unterfamilie Simocyoninae. Heute sieht man diese Ähnlichkeiten als Ergebnis von Konvergenz. Nach heutigen Erkenntnissen ist der Waldhund die Schwesterart des Mähnenwolfs.